# Emanuel Aragão
Emanuel Orth de Aragão (Brasília, 26 de julho de 1982) é um psicanalista brasileiro, escritor, filósofo, dramaturgo e criador da autoescrita. É autor de obras em diversas áreas, incluindo literatura, teatro e audiovisual. Publicou dois livros, sendo o mais recente Dez princípios antes do fim (enunciado para uma vida possível), que combina os campos da neuropsicanálise e autoficção.

## Biografia
Emanuel Aragão nasceu em Brasília, em 1982, filho de Luiz Tarlei de Aragão e Regina Orth de Aragão. Cursou o ensino fundamental no Colégio INDI (1986-1997) e o ensino médio no Colégio SIGMA (1998-2000). Em 2001, ingressou no curso de Filosofia da Universidade de Brasília (UnB), concluindo a graduação em 2004.
Em 2005, mudou-se para o Rio de Janeiro, onde realizou o curso de formação de atores na Casa das Artes de Laranjeiras (CAL), entre 2005 e 2008. No mesmo período, dirigiu o documentário Só Minha Hora Deus Sabe, concluído em 2009, que aborda o sentido da vida a partir de depoimentos.
Casado desde 2017 com a atriz, diretora e escritora Maria Flor, tem dois filhos, sendo o mais velho de seu primeiro casamento com Fernanda Félix.

## Carreira

### Livros
- Reflexão a respeito do vaso[5] (2011) – romance publicado pela editora Confraria do Vento,[6] explorando as possibilidades da narrativa.
- Dez princípios antes do fim (enunciado para uma vida possível)[2] (2024) – obra híbrida que mescla neuropsicanálise e autoficção publicado pela Maquinaria Editorial.[7]

### Teatro

##### Escreveu e dirigiu
- Um homem e três janelas[8] (2008)
- 24por1 (2009)
- Naotemnemnome (2010)
- Meu avesso é mais visível que um poste[9] (2012)
- Ficções, 2012
- Day by Night (2012)
- Eu, o Romeu e a Julieta[10] (2014)
- Parei de ser fôlego, 2014

##### Dramaturgo das obras
- Susuné, contos de mulheres negras[11] (2011)
- Cine Gaivota[12] (2012)
- Nada (2013), adaptação da peça homônima.
- Plano sobre queda[13] (2014)
- Hamlet - processo de revelação[14] (2015-2017)

##### Co-dramaturgo das obras
- [Câmera], com Diego de Angeli, 2009
- A Casa, com Diego de Angeli, 2009
- Você precisa saber de mim, com Jefferson Miranda, 2011.

### Audiovisual

##### Diretor e roteirista
- Só Minha Hora Deus Sabe, filmado em 2015 e finalizado em 2009.

#### Roteirista e ator
Só mais um filme de amor (2010), pelo qual recebeu o prêmio de melhor ator no Festival de Brasília do cinema Brasileiro.

#### Roteirista
- Nada[15] (2015), adaptação da peça homônima em parceria com os Irmãos Guimarães.
- Minha Vida em Marte (2018), longa-metragem - uma das 10 maiores bilheterias do cinema nacional.
- Os Homens São de Marte… e É Pra Lá Que Eu Vou (2014-2017), 18 episódios para televisão.

### Artes Visuais
- Criou a videoinstalação Livro ao Vivo (2010), exibida no MAM do Rio de Janeiro.
- Com a artista Laura Lima, foi co-roteirista e co-diretor do longa-metragem de 99 horas de duração Cinema Shadow (2012).
- Com os Irmãos Guimarães, fez os textos das instalações Respiração menos, Frankfurt, 2013 e No singular nada se move, Brasília, 2013.

### Literatura
- Co-fundador da revista virtual Ornitorrinco, em 2010, publicada pela 7 letras em 2013.